# Cementerio de Holy Cross
El cementerio de Holy Cross está ubicado en la ciudad estadounidense de Culver City (California). Este cementerio católico se encuentra bajo la administración de la archidiócesis de Los Ángeles.
En este cementerio están enterradas diversas figuras  de Hollywood. Fue abierto en 1939 y tiene una extensión de 200 acres (unas 81 hectáreas).
La mayor parte de estos famosos están sepultados en la zona conocida como "The Grotto", en la parte suroeste del cementerio.

## A
- Jean Acker, actriz, primera esposa de Rodolfo Valentino.
- Richard Arlen, actor.
- Mary Astor, actriz.

## B
- Sam Barry, entrenador de baloncesto.
- Alfred S. Bloomingdale (1916-1982)
- Joseph Bodner, pintor.
- Ray Bolger, actor.
- Charles Boyer, actor.
- Pat Paterson-Boyer, actriz.

## C
- John Candy, actor.
- Macdonald Carey, actor.
- Marguerite Chapman, actriz.
- Jackie Coogan, actor.
- Darby Crash, músico.
- Bing Crosby, cantante/actor.
- Andrew Cunanan, asesino en

## D
- Mona Darkfeather, actriz.
- Bobby Day, cantante de rock.
- Dennis Day, cantante.
- Pedro de Córdoba, actor.
- Fred De Cordova, director/productor.
- Eadie Del Rubio, cantante.
- Elena Del Rubio, cantante.
- Jean Del Val, actor.
- Ralph DePalma, piloto de carreras.
- Al Dubin, músico.
- Jimmy Durante, comunicador.

## E
- Vince Edwards, actor.
- Richard Egan, actor.

## F
- John Farrow, director de cine. Su esposa fue la actriz Maureen O'Sullivan, y fueron los padres de la actriz Mia Farrow.
- Joe Flynn, actor.
- John Ford, director de cine.
- Victoria Forde, actriz.
- Mary Frann, actriz.

## G
- James Gleason, actor.

## H
- Jack Haley, actor.
- June Haver, actriz.
- Juanita Hansen, actriz de cine mudo.
- Henry Hathaway (Marqués Henri Leonard de Fiennes), productor y director de cine.
- Rita Hayworth, actriz.
- Chick Hearn, periodista deportivo.
- Nicky Hilton

## J
- Spike Jones, músico.
- John Candy, actor.

## K
- Paul Kelly, actor.
- Edgar Kennedy, actor.
- Norman Kerry, actor.

## L
- Mario Lanza, tenor.
- Margaret Lindsay, actriz.
- Frank Lovejoy, actor.
- Béla Lugosi, actor.

## M
- Fred MacMurray, actor.
- George Marshall, director de cine.
- Marion Martin, actriz.
- May McAvoy, actriz.
- Leo McCarey, director de cine.
- Fibber McGee, estrella de la radio.
- Molly McGee, estrella de la radio.
- Audrey Meadows, actriz.
- Ann Miller, actriz y bailarina.
- Millard Mitchell, actor.
- Ricardo Montalbán, actor.
- Thelma Morgan
- Alan Mowbray, actor.
- William Mullins, pionero de los microchips.
- Jim Murray, escritor deportivo.
- Christine McIntyre, actriz, famosa en los cortos de los Tres Chiflados.

## N
- Evelyn Nesbit, actriz.
- Fred Newmeyer, director

## O
- Edmond O'Brien, actor.
- Pat O'Brien, actor.
- Helen O'Connell, cantante.
- Barney Oldfield, piloto de carreras.
- Walter O'Malley, directivo de béisbol.
- Oskar Fischinger,pintor y animador.

## P
- Robert Paige, actor.
- George Pál, productor.
- Louella Parsons, columnista de prensa rosa.
- Chris Penn, actor.
- Jean Peters, actriz.
- ZaSu Pitts, actriz.

## R
- Alejandro Rey, actor.
- Kane Richmond, actor.
- Hayden Rorke, actor.
- Rosalind Russell, actriz
- Rita Hayworth, actriz

## S
- Nazli Sabri.
- Gia Scala, actriz.
- Fred F. Sears, actor.
- Dorothy Sebastian, actriz.
- Mack Sennett, director de cine mudo.
- Sharon Tate , modelo y actriz.

## T
- Doris Tate, activista y madre de Sharon Tate
- Patricia Tate, activista y hermana de Sharon Tate

## V
- Joseph A. Valentine, cinematógrafo.
- Gloria Morgan Vanderbilt, comunicador.

## W
- Lawrence Welk, líder musical.

## Y
- Loretta Young, actriz.

## Z
- Datos: Q1625328
- Multimedia: Holy Cross Cemetery (Culver City) / Q1625328